# Desmopterella keyensis
Desmopterella keyensis är en insektsart som beskrevs av Kevan, D.K.M. 1970. Desmopterella keyensis ingår i släktet Desmopterella och familjen Pyrgomorphidae. Inga underarter finns listade i Catalogue of Life.